# Kayaba Katsuodori
O Kayaba Katsuodori foi um avião protótipo japonês que, se usado operacionalmente, actuaria como um caça e um interceptor. Planeado desde 1937, engenheiros japoneses continuaram a tentar conceber a sua criação durante a Segunda Guerra Mundial, contudo, apesar de vários testes efectuados, o avião nunca saiu do papel.

## Desenvolvimento
O Kayaba Katsuodori era uma plataforma de um único assento, alimentada por um motor ramjet e vários foguetes, que utilizava uma configuração de fuselagem curta, sem cauda e com asas em flecha. A cabine do piloto seria posicionada bem para a frente da fuselagem, oferecendo uma visão excepcional para o piloto. O sistema de propulsão de foguete foi enterrado dentro da fuselagem tubular e um esquema de auxílio ao foguete (consistindo em quatro foguetes externamente, dois por baixo de cada asa). Uma vez usados os foguetes exteriores, as suas cápsulas eram descartadas. Tendo alcançado as velocidades requeridas, a aeronave continuaria então sob o poder do ramjet com uma janela de voo de aproximadamente 30 minutos. Para alimentar o foguete, a secção do nariz apresentava uma entrada. Nenhum trem de aterragem convencional foi montado na aeronave; em vez disso a aeronave iria deslizar para casa impotente e pousar através de um sistema de esqui. Este sistema era semelhante ao usado pelo Messerschmitt Me 163.
Como a aeronave nunca obteve o formato do protótipo, as especificações de desempenho consistiram apenas em estimativas. Estas estimativas incluíam uma velocidade máxima de 900 quilómetros por hora. O tecto de serviço ia até aos 15 000 metros de altitude, uma altura óptima para o lançamento de missões de intercepção. As dimensões eram um comprimento total de 4,5 metros, uma envergadura de 9 metros e uma altura de 1,85 metros. Peso vazio situava-se nos 850 quilos, com um peso máximo de descolagem situado nos 3000 quilos. Seria equipado com dois canhões de 30 mm da série Ho-301.
O desenvolvimento desta aeronave nunca andou para a frente devido ao deteriorar as condições da indústria japonesa; à medida que o tempo passava, os ataques norte-americanos tornavam-se mais frequentes e mais pesados, levando as autoridades japonesas a dar prioridade a designs mais viáveis e que já tinham dado provas de sucesso.